# Velîki Prîțkî, Kaharlîk
Velîki Prîțkî (în ucraineană Великі Пріцьки) este localitatea de reședință a comunei Velîki Prîțkî din raionul Kaharlîk, regiunea Kiev, Ucraina.

## Demografie
Componența lingvistică a localității Velîki Prîțkî
     Ucraineană (94,88%)
     Rusă (4,07%)
     Alte limbi (0,39%)
Conform recensământului din 2001, majoritatea populației localității Velîki Prîțkî era vorbitoare de ucraineană (94,88%), existând în minoritate și vorbitori de rusă (4,07%).